# Супрім (Луїзіана)
Супрім (англ. Supreme) — переписна місцевість (CDP) в США, в окрузі Ассумпсьйон штату Луїзіана. Населення — 839 осіб (2020).

## Географія
Супрім розташований за координатами 29°51′47″ пн. ш. 90°59′48″ зх. д. / 29.86306° пн. ш. 90.99667° зх. д. (29.862985, -90.996554).  За даними Бюро перепису населення США в 2010 році переписна місцевість мала площу 8,90 км², з яких 8,77 км² — суходіл та 0,13 км² — водойми.

## Демографія
Згідно з переписом 2010 року, у переписній місцевості мешкали 1052 особи в 341 домогосподарстві у складі 258 родин. Густота населення становила 118 осіб/км².  Було 403 помешкання (45/км²).
Расовий склад населення:
| - 83,8 % — чорних або афроамериканців - 14,4 % — білих - 0,6 % — корінних американців - 1,0 % — осіб інших рас |

До двох чи більше рас належало 0,2 %. Частка іспаномовних становила 1,4 % від усіх жителів.
За віковим діапазоном населення розподілялося таким чином: 26,3 % — особи молодші 18 років, 64,0 % — особи у віці 18—64 років, 9,7 % — особи у віці 65 років та старші. Медіана віку мешканця становила 32,8 року. На 100 осіб жіночої статі у переписній місцевості припадало 92,7 чоловіків;  на 100 жінок у віці від 18 років та старших — 84,1 чоловіків також старших 18 років.
Середній дохід на одне домашнє господарство  становив 55 868 доларів США (медіана — 31 250), а середній дохід на одну сім'ю — 63 897 доларів (медіана — 48 065). За межею бідності перебувало 39,9 % осіб, у тому числі 52,3 % дітей у віці до 18 років та 37,1 % осіб у віці 65 років та старших.
Цивільне працевлаштоване населення становило 376 осіб. Основні галузі зайнятості: освіта, охорона здоров'я та соціальна допомога — 41,0 %, мистецтво, розваги та відпочинок — 12,2 %, виробництво — 10,1 %.